# Duguetia lanceolata
Duguetia lanceolata popularmente biribá perovana ou pindaíba é uma árvore frutífera brasileira, nativa da Mata Atlântica (nas florestas ombrófila densa e estacional semidecidual), nas matas ciliares e paludosas, e no cerrado.

## Distribuição
Espécie não-pioneira, de dispersão zoocórica. É endêmica do Brasil, ocorre nos estados de Minas Gerais, Rio de Janeiro, São Paulo, Paraná, Santa Catarina e Rio Grande do Sul.